# بوركهارد هيرش
بوركهارد هيرش (بالألمانية: Burkhard Hirsch) هو محامي وسياسي ألماني، ولد في 29 مايو 1930 في ألمانيا. حزبياً، نشط في الحزب الديمقراطي الحر والحزب الديمقراطي الليبرالي الألماني. انتخب عضو في البوندستاغ الألماني خلال فترته النيابية ‏ (13 ديسمبر 1972 – 5 يونيو 1975).

## روابط خارجية
- بوركهارد هيرش على موقع IMDb (الإنجليزية)
- بوركهارد هيرش على موقع مونزينجر (الألمانية)
- بوركهارد هيرش على موقع ميوزك برينز (الإنجليزية)